# Francesco de Pinedo
Francesco de Pinedo (* 16. Februar 1890 in Neapel; † 2. September 1933 bei New York, NY) war ein italienischer Flugpionier und Pilot der italienischen Luftwaffe.

## Leben
Mit 18 Jahren trat De Pinedo in die italienische Marine ein, wo er nach sechs Jahren Dienst zur Marinefliegertruppe kam und dort eine Pilotenausbildung absolvierte. Als Pilot nahm er auch am Ersten Weltkrieg teil. Nachdem Arturo Ferrarin im Jahr 1920 von Italien bis nach Japan und zurück geflogen war, plante auch De Pinedo einen  Langstreckenflug. Mit einer Savoia-Marchetti S. 16 flog er am 20. April 1925 von Sesto Calende nach Tokio, dann nach Australien und wieder zurück nach Italien. Auf der 34.000 Meilen langen Strecke mussten er und sein Mechaniker Ernesto Campanelli wiederholt technische Probleme an der S. 16, einem Wasserflugzeug, beheben und wegen des zeitweise ungünstigen Wetters mehrere Umwege machen. Nach der Rückkehr erhob König Viktor Emanuel III. De Pinedo in den Adelsstand und die Fédération Internationale Aéronautique verlieh ihm die Goldene Luftmedaille. Kurz danach flog De Pinedo an der westafrikanischen Küste entlang nach Süden, dann über den Atlantik nach Brasilien und Argentinien und u. a. über den brasilianischen Regenwald in die USA und nach Kanada. Über den Nordatlantik kehrte er wieder nach Italien zurück. Auf dem Flug über vier Kontinente legte er insgesamt 27.000 Meilen zurück.
Francesco De Pinedo verunglückte 1933 bei einem weiteren Langstreckenflug in Floyd-Bennet (New York) tödlich. 